# إستري كاوتشي
إستري كاوتشي (بالفرنسية: Estrée-Cauchy)‏ هي بلدية تقع في إقليم باد كاليه من منطقة نور با دو كاليه في شمال فرنسا. تبلغ مساحة هذه المدينة 3.89 (كم²)، وترتفع عن سطح البحر 159 م، يبلغ عدد سكانها 321 نسمة حسب إحصاء المعهد الوطني للإحصاء والدراسات الاقتصادية سنة 2009 م. وترأس Colette Buirette البلدية خلال فترة (2008-2014).